# Umbre (film din 1959)
Umbre (în engleză Shadows) este un film american din 1959, regizat de John Cassavetes după propriul scenariu. El este un film improvizat despre relațiile interrasiale în timpul anilor generației Beat din New York. Rolurile principale sunt interpretate de Ben Carruthers, Lelia Goldoni, Hugh Hurd și Anthony Ray (Tony în film). Mulți cercetători consideră Umbre ca fiind unul dintre cele mai importante filme independente din SUA. În 1960 filmul a câștigat Premiul Criticii la Festivalul de Film de la Veneția.

## Rezumat
Filmul începe într-un bar, unde băieții încearcă să găsească fete pentru distracții nocturne. Benny, un personaj cu un caracter un pic dificil și sensibil cu privire la identitatea lui afro-americană, are nevoie de bani pe care îi cere fratelui său Hugh, mai metis. Benny este un tânăr revoltat, care încearcă să cânte la trompetă, dar mai ales rătăcește din bar în bar pe străzile din Greenwich Village și Broadway, la sfârșitul anilor '50, cu prietenii săi Dennis și Tom, acceptând compromisuri cu arta lui pentru a trăi.
Motivat de impresarul său, Rupert, Hugh încearcă să-și facă o carieră de cântăreț de jazz. Sora lor în vârstă de 20 de ani, Lelia, un pic mai albă decât cei doi frați afro-americani, vrea să fie scriitoare. Cei trei împart un apartament mic. Lelia îl vizitează pe David, un intelectual din New York. O secvență frumoasă este vizita lui Ben la Muzeul de Artă Modernă (MOMA).
În timpul unei petreceri, Lelia întâlnește un alb, Tony, cu care face dragoste pentru prima dată, dar Tony, deranjat, reacționează nepotrivit atunci când se întâlnește cu Hugh, fratele negru al Leliei, și-și dă seama de originile nebănuite ale frumoasei sale cuceriri. El este dat afară din casă de Hugh. În timp ce Lelia întâlnește un negru convenabil, Hugh își continuă turneele. Benny și prietenii săi sunt bătuți de bărbați geloși ale căror femei încercaseră să le seducă. Filmul se termină, lăsând personajele în această viață incertă.

## Distribuție
- Ben Carruthers - Ben
- Lelia Goldoni - Lelia
- Hugh Hurd - Hugh
- Anthony Ray - Tony
- Dennis Sallas - Dennis
- Tom Reese - Tom
- David Pokitillow - David
- Rupert Crosse - Rupert
- Davey Jones - Davey
- Pir Marini - Pir, pianistul
- Victoria Vargas - Vickie
- Jack Ackerman - Jack, directorul studioului de dans
- Jacqueline Walcott - Jacqueline

## Producție
Cassavetes a filmat de două ori, o dată în 1957 și din nou în 1959. A doua versiune este cea favorită a lui Cassavetes. Deși el a prezentat prima versiune, el a pierdut imprimarea și timp de zeci de ani s-a crezut că aceasta a fost pierdută sau distrusă. Versiunea din 1957 a fost destinată să conțină muzica de jazz a lui Charles Mingus pe coloana sonoră, dar Mingus nu a reușit să respecte diversele termene stabilite de Cassavetes. Contribuțiile saxofonistului Shafi Hadi, saxofonistul formației lui Mingus, a fost aleasă în cele din urmă pentru coloana sonoră a filmului.

## Versiune alternativă
În 2004, după peste un deceniu de căutare, Ray Carney, analist al operei lui Cassavetes și profesor la Universitatea din Boston, a anunțat că a descoperit singura imprimare a versiunii originale a filmului, într-o cutie de la metrou înainte de a fi cumpărată împreună cu alte obiecte "pierdute și găsite". Filmul găsit de Carney a fost o copie primară, care aparent a fost doar difuzată de două sau de trei ori înainte ca aceasta să fie pierdută. Carney a postat trei videoclipuri de la Shadows I pentru vizualizare pe situl său pentru a verifica starea filmului și a indica prezența unei secvențe complete a distribuției, ceea ce demonstrează că versiunea pe care o deține este o versiune finală și nu un material brut.

## Recepție
Criticul de film Leonard Maltin a numit cea de-a doua versiune a filmului Umbre a lui Cassavetes "un moment de cotitură în nașterea cinematografiei americane independente". Filmul a fost turnat cu o cameră de mână de 16 mm pe străzile din New York. O mare parte a dialogurilor au fost improvizate și echipa de producție era formată din membrii clasei sau voluntari. Muzica de jazz subliniază tema filmului de alienare și de emoții brute a generației Beat. Intriga filmului prezintă relații interrasiale, care erau încă un subiect tabu în epoca administrației Eisenhower din America.

## Premii
- 1960: Marele Premiu al Criticii (Prix Pasinetti) la Festivalul de Film de la Veneția
- 1961: nominalizare la Premiul BAFTA pentru cel mai bun film - John Cassavetes
- 1961: nominalizare la Premiul BAFTA pentru cea mai bună actriță - Lelia Goldoni
- 1961: nominalizare la Premiul BAFTA pentru cel mai bun actor - Anthony Ray (fiul lui Nicholas Ray)
- 1961: Premiul BAFTA pentru  John Cassavetes
- În 1993 filmul Umbre a fost selectat pentru conservarea în Registrul Național de Film al Statelor Unite ale Americii de către Biblioteca Congresului ca fiind "semnificativ din punct de vedere cultural, istoric sau estetic".

### Cărți
- L'Avant-scène n° 197 : Shadows, découpage définitif après montage et dialogues in extenso, 1977.
- Odon Abbal: « Cassavetes en son temps. Shadows », în Regards sur Cassavetes, Supplément d'âme, hors série n°1, s.d.
- Nicole Brenez : Shadows de John Cassavetes, étude critique, Nathan Université, 1995.
- Maurice Darmon : Pour John Cassavetes, Le Temps qu'il fait, 2011.
- Gilles Mouëllic : Jazz et cinéma, Les Cahiers du cinéma / Essais, 2000 (patru capitole consacrate filmului "Shadows").
- François Niney : L'épreuve du réel à l'écran: essai sur le principe de réalité documentaire, p. 164 despre Shadows, într-un capitol (pp. 146-166) « Les fictions du réel selon Wiseman, Rouch, Cassavetes », Bruxelles, De Boeck Université, 2000.
- Claude Ollier: Shadows, NRF, august 1961, reeditare în Souvenirs-écran, Cahiers du Cinéma / Gallimard, 1981.

### Reviste
- Cahiers du cinéma
  - 108. Jonas Mekas : Le nouveau cinéma américain, iunie 1960.
  - 112. Georges Sadoul : Shadows, octombrie 1960.
  - 119. Louis Marcorelles :  L’Expérience Shadows suivi de Derrière la caméra, interviu cu John Cassavetes, mai 1961.
  - 453. Camille Nevers :«  Cassavetes :  Shadows and Faces », martie 1992.
  - 457. Thierry Jousse : Entretien avec Gena Rowlands, iunie 1992.

- Cinéma
  - 57. Michel Mardore : Shadows, juin 1961.
  - John Cassavetes : À propos de Shadows, juillet 1961.

- Image et son / La Revue du Cinéma
  - Saison 60. Georges Sadoul : Fiche Saison cinématographique, octobre 1960.
  - 144. Raymond Lefèvre : Shadows, octobre 1961.
  - Saison 61. Raymond Lefèvre : Fiche Saison cinématographique, octobre 1960.

- Positif
  - 36. Roger Tailleur și Louis Seguin : Shadows, (Venise, 1960), noiembrie 1960.
  - 377. Sylvain Mathon :  Shadows, iunie 1992.
  - 431. Christian Viviani : Shadows de Nicole Brenez / John Cassavetes : Sur la réalisation / Marie Chéné: Au plus proche, ianuarie 1997.